# Esparto
Esparto és una població dels Estats Units a l'estat de Califòrnia. Segons el cens del 2000 tenia 1.858 habitants.

## Demografia
Segons el cens del 2000, Esparto tenia 1.858 habitants, 589 habitatges, i 447 famílies. La densitat de població era de 864,3 habitants/km².
Dels 589 habitatges en un 42,6% hi vivien nens de menys de 18 anys, en un 59,9% hi vivien parelles casades, en un 9,8% dones solteres, i en un 24,1% no eren unitats familiars. En el 20,4% dels habitatges hi vivien persones soles el 10,7% de les quals corresponia a persones de 65 anys o més que vivien soles. El nombre mitjà de persones vivint en cada habitatge era de 3,15 i el nombre mitjà de persones que vivien en cada família era de 3,68.
Per edats la població es repartia de la següent manera: un 33,2% tenia menys de 18 anys, un 8,5% entre 18 i 24, un 27,9% entre 25 i 44, un 19,3% de 45 a 60 i un 11,1% 65 anys o més.
L'edat mediana era de 32 anys. Per cada 100 dones de 18 o més anys hi havia 101,3 homes.
La renda mediana per habitatge era de 41.389 $ i la renda mediana per família de 41.037 $. Els homes tenien una renda mediana de 29.737 $ mentre que les dones 26.150 $. La renda per capita de la població era de 13.407 $. Entorn del 12,3% de les famílies i el 14,7% de la població estaven per davall del llindar de pobresa.

## Poblacions més properes
El següent diagrama mostra les poblacions més properes.